# 愛知県道61号名古屋瀬戸線
愛知県道61号名古屋瀬戸線（あいちけんどう61ごう なごやせとせん）は、愛知県名古屋市東区から守山区、尾張旭市を通り同県瀬戸市に至る道路である。通称として瀬戸街道（せとかいどう）とも呼ばれ、名古屋市内については公式な道路愛称として制定されている。

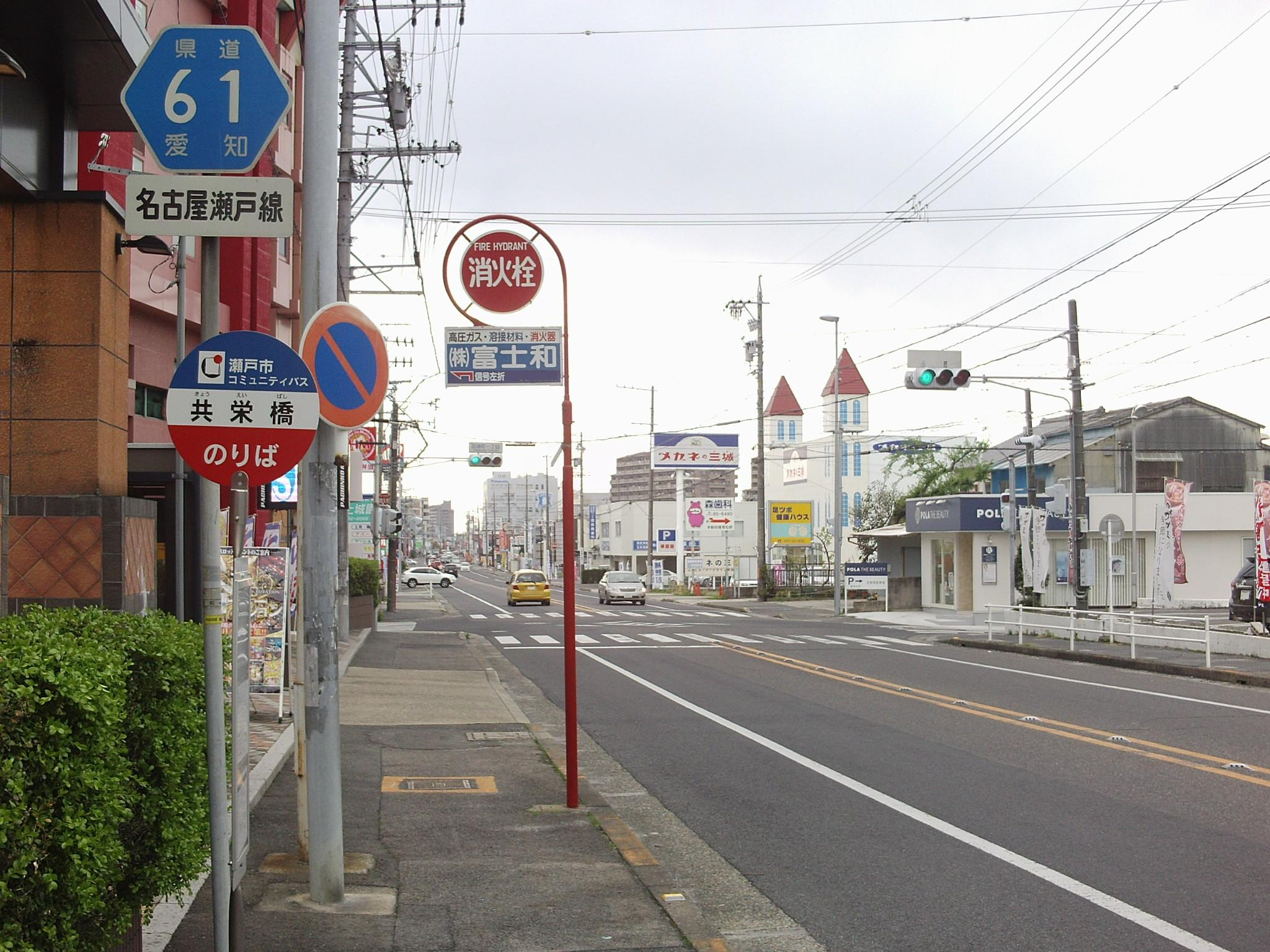
愛知県瀬戸市川西町

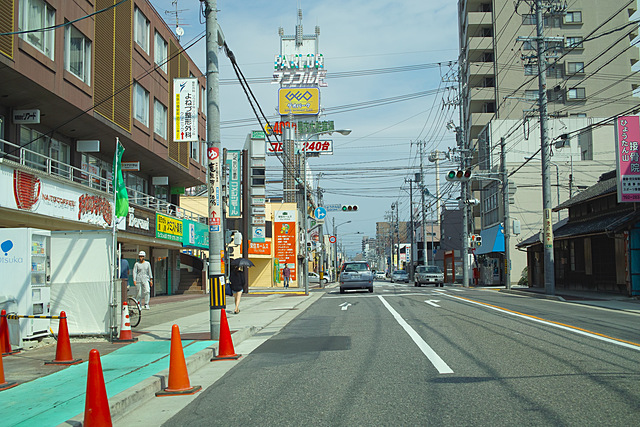
愛知県名古屋市守山区瓢箪山付近。愛知県道15号名古屋多治見線との重複区間（2010年9月）

## 概要

### 路線データ
- 起点：愛知県名古屋市東区矢田（矢田5丁目交差点）
- 終点：愛知県瀬戸市西蔵所町（瀬戸橋交差点）

## 沿革
- 1956年（昭和31年）4月14日：認定

## 別名
- 瀬戸街道（名古屋市東区、守山区、尾張旭市、瀬戸市）
  - 1984年（昭和59年）に名古屋市が市内の道路の愛称を公募した際に、従来から用いられていた通称をそのまま道路の愛称として制定した[1]。
- 共栄通り（瀬戸市）

## 通過する自治体
- 愛知県
  - 名古屋市（東区 - 守山区）
  - 尾張旭市
  - 瀬戸市

## 接続する道路
- 名古屋市道名古屋環状線（矢田5丁目交差点）
- 愛知県道15号名古屋多治見線（矢田5丁目交差点 - 小幡交差点で重複）
- 愛知県道30号関田名古屋線（竜泉寺街道）（守山交差点）
- 愛知県道59号名古屋中環状線（大森交差点）
- 国道302号（名古屋環状2号線）（大森IC北交差点）
- 名古屋第二環状自動車道（大森IC）
- 愛知県道213号篠木尾張旭線・愛知県道214号松本名古屋線（印場西交差点）
- 愛知県道75号春日井長久手線（森林公園通り）（三郷交差点）
- 愛知県道22号瀬戸環状線（共栄通7丁目交差点）
- 愛知県道208号上半田川名古屋線（共栄通7丁目交差点 - 共栄通6丁目交差点で重複）
- 国道363号（新共栄橋南交差点 - 瀬戸橋交差点で重複）
- 国道155号（瀬戸橋交差点）
- 愛知県道207号定光寺山脇線（瀬戸橋交差点）

## 沿線
概ね名鉄瀬戸線に沿っている。

### 守山区
- 陸上自衛隊 守山駐屯地
- ピアゴパワー 守山店
- アクロス小幡
- 金城学院大学
- 元町珈琲 守山小幡の離れ

### 尾張旭市
- 尾張旭郵便局
- 尾張旭市役所
- イトーヨーカドー 尾張旭店

### 瀬戸市
- 瀬戸郵便局
- 日本年金機構 瀬戸年金事務所
- 愛知環状鉄道・愛知環状鉄道線 瀬戸市駅
- 瀬戸市役所
- アピタ 瀬戸店